# Patrick Vroegh
Patrick Vroegh, né le 29 novembre 1999 à Herwijnen aux Pays-Bas, est un footballeur néerlandais qui joue au poste de milieu de terrain au RKC Waalwijk.

## Biographie

### En club

#### Vitesse Arnhem
Né à Lingewaal aux Pays-Bas, Patrick Vroegh est formé par le Vitesse Arnhem. Il intègre l'équipe première en septembre 2019 afin de compenser un manque de joueurs au poste d'arrière gauche, une position inhabituelle pour lui. Mais c'est bien à son poste de prédilection, au milieu de terrain, qu'il est lancé en professionnel le 19 octobre 2019 contre le VVV Venlo, lors d'une rencontre d'Eredivisie. Il entre en jeu à la place de Matúš Bero, et son équipe s'impose sur le score de quatre buts à zéro. Il inscrit son premier but en professionnel le 17 décembre de la même année face au ODIN '59 (en), lors d'une rencontre de coupe des Pays-Bas. Il est titularisé et son équipe l'emporte largement par quatre buts à zéro.
Le 31 octobre 2020, Vroegh inscrit son premier but dans l'Eredivisie lors d'un match face au club de ses débuts, le Willem II. Il marque quelques minutes après son entrée en jeu, participant à la victoire des siens par trois buts à un.

#### RKC Waalwijk
Le 4 juillet 2022, il rejoint le RKC Waalwijk en tant qu'agent libre.